# Ota Fejfar
Ota Fejfar (* 5. června 1960) je bývalý český politik, v 90. letech 20. století poslanec České národní rady a Poslanecké sněmovny za ODS.

## Biografie
Ve volbách v roce 1992 byl zvolen za ODS do České národní rady (volební obvod Východočeský kraj). Zasedal v hospodářském výboru. Od vzniku samostatné České republiky v lednu 1993 byla ČNR transformována na Poslaneckou sněmovnu Parlamentu České republiky. Zde setrval do konce funkčního období, tedy do voleb v roce 1996. V roce 1994 byl podezříván, že poskytl médiím informace o tom, že čeští generálové Karel Pezl a Jiří Kotil měli mít nepravá lustrační osvědčení. Fejfar odmítl, že by tyto informace zveřejňoval.
V následném funkčním období již do sněmovny nekandidoval. V roce 1997 se Ota Fejfar zmiňuje jako tajemník poslaneckého klubu ODS. Většina pramenů ale na tomto postu uvádí jeho jmenovce (a rovněž bývalého poslance ODS) Tomáše Fejfara.
V komunálních volbách roku 1994 neúspěšně kandidoval do zastupitelstva obce Adršpach za ODS a neúspěšně kandidoval i ve komunálních volbách roku 2010, nyní uváděn jako bezpartijní. Profesně se uvádí jako konstruktér.